# Blabia similis
Blabia similis är en skalbaggsart som först beskrevs av Stefan von Breuning 1940.  Blabia similis ingår i släktet Blabia och familjen långhorningar.
Artens utbredningsområde är Venezuela. Inga underarter finns listade.